# Stenocranus takasagonis
Stenocranus takasagonis är en insektsart som beskrevs av Matsumura 1935. Stenocranus takasagonis ingår i släktet Stenocranus och familjen sporrstritar. Inga underarter finns listade i Catalogue of Life.